# Jonas Truchanovičius

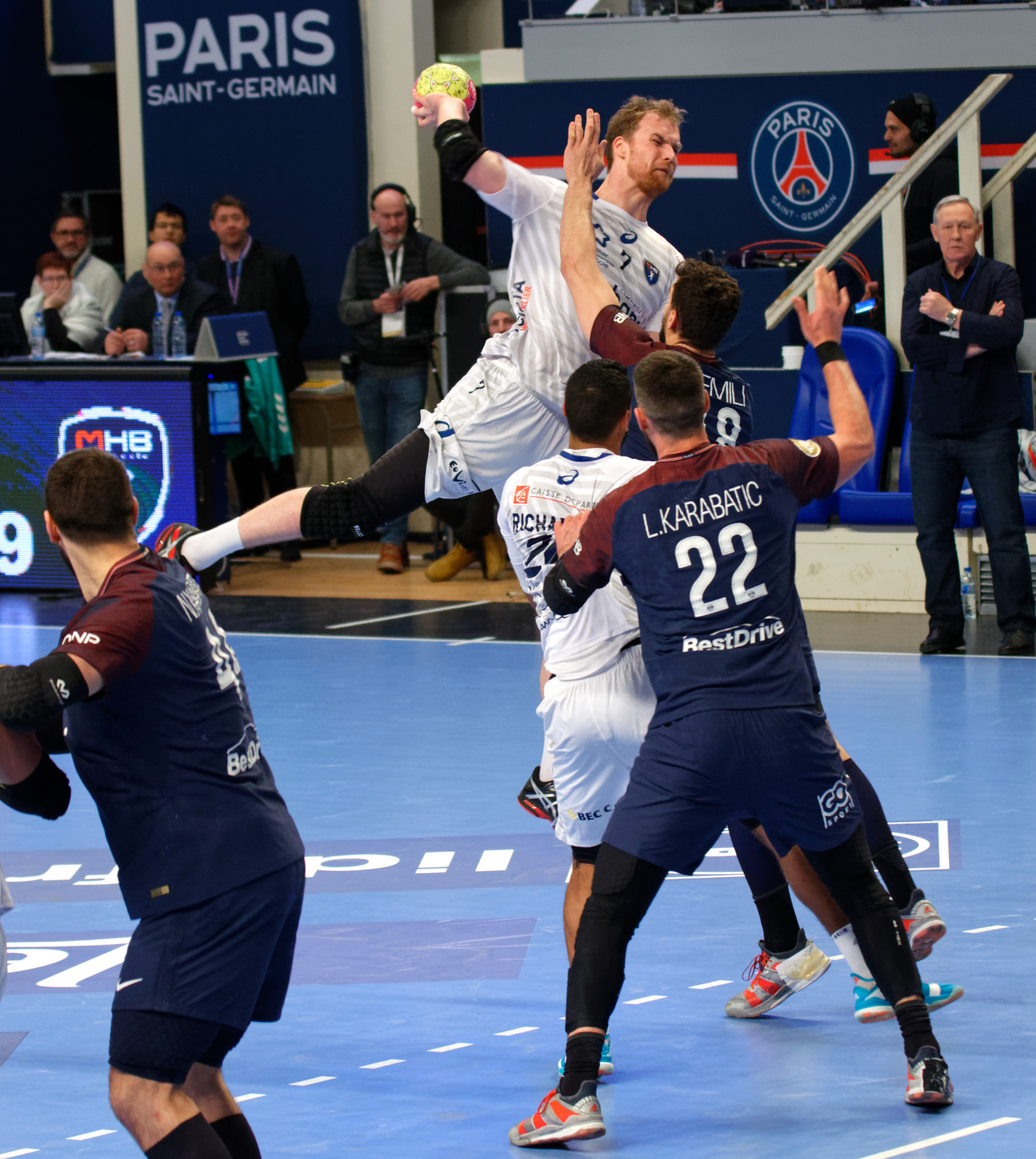
Rencontre de championnat entre le PSG et Montpellier. A Coubertin, le 1er mars 2018.

Jonas Truchanovičius, né le 24 juin 1993 à Šiauliai, est un handballeur lituanien. Il évolue au poste d'arrière gauche au HC Motor Zaporijjia depuis 2021 et en équipe nationale de Lituanie.

## Palmarès

### En clubs
Compétitions internationales
- Vainqueur de la Ligue des champions (1) : 2018

Compétitions nationales
- Vainqueur du Championnat de Lituanie (5) : 2010, 2011, 2013, 2014, 2015
- Vainqueur du Trophée des champions (1) : 2018
- Deuxième du Championnat de France (1) :  2018
- Finaliste de la Coupe de France (1) : 2017

### Distinctions individuelles
- élu meilleur arrière gauche du Championnat de France en 2018 ; nommé en 2017